# Cité du Vin

Cité du Vin, 2017.

Cité du Vin w czasie budowy; widok z rzeki Garonny, grudzień 2015.

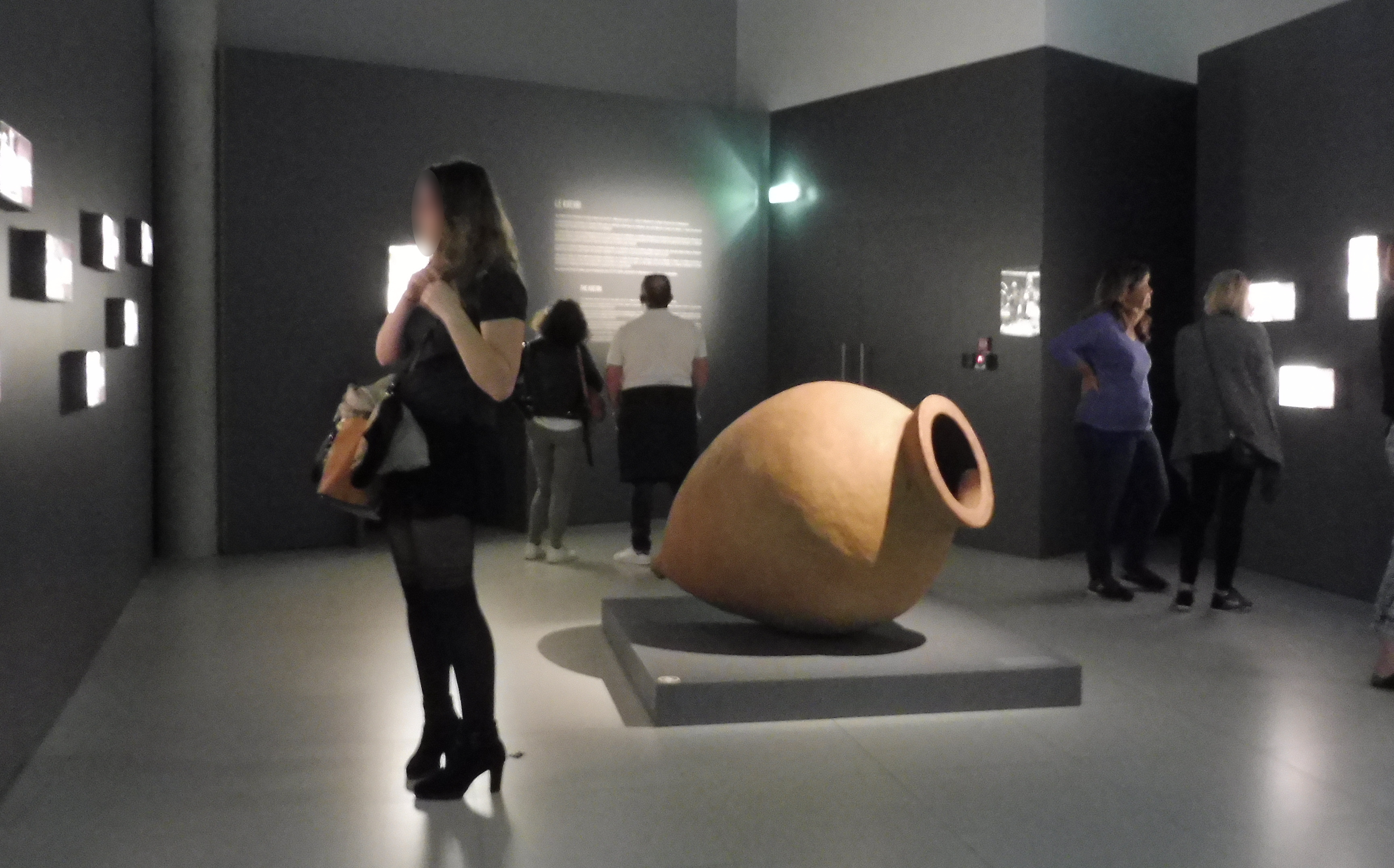
Jedna z ekspozycji wewnątrz muzeum

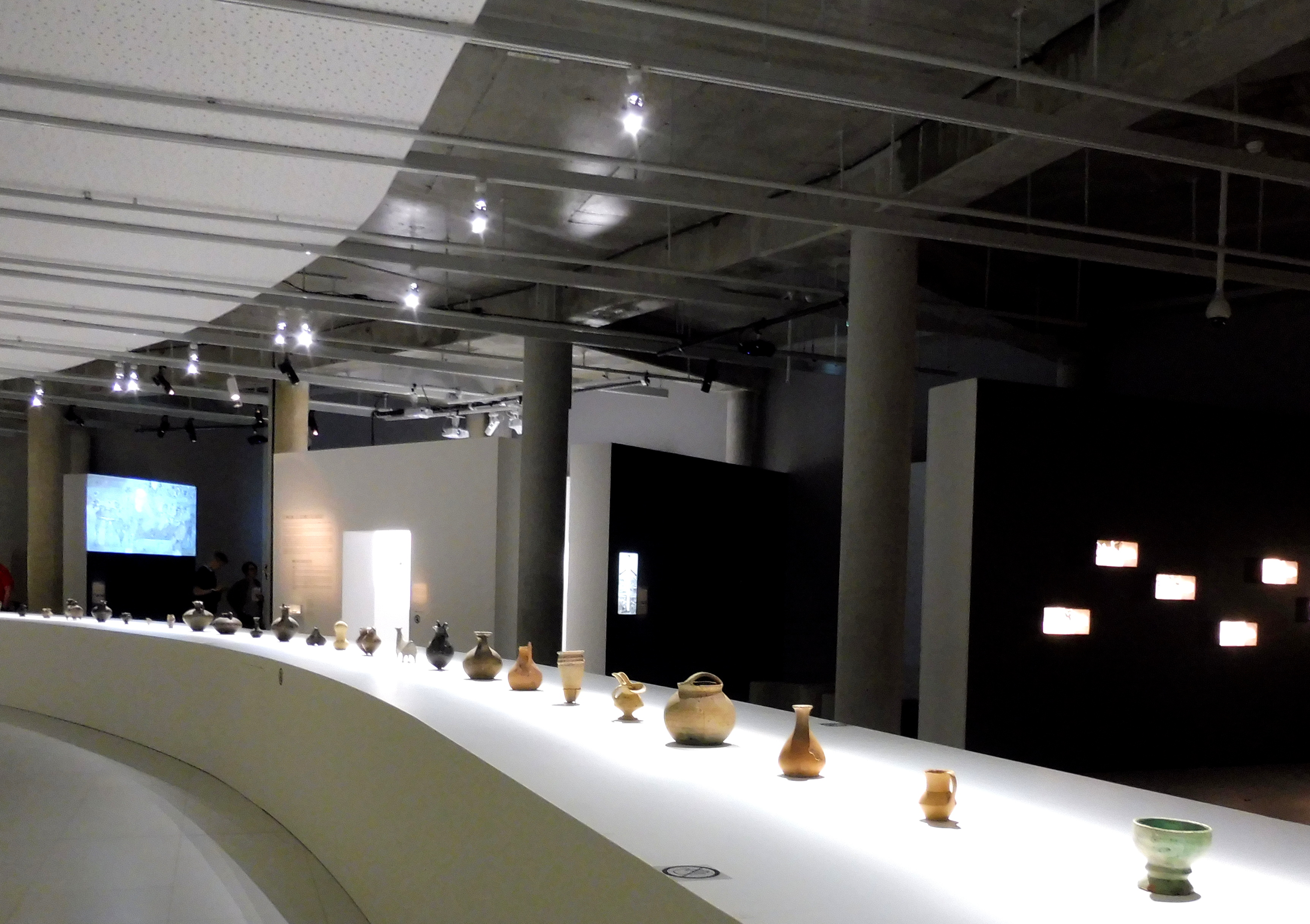
Wystawa eksponatów wewnątrz muzeum

Cité du Vin (fr., dosł. Miasto wina) to muzeum, a także miejsce wystaw, pokazów, projekcji filmowych i seminariów akademickich na temat wina znajdujące się w Bordeaux we Francji, na brzegu rzeki Garonny.

## Koszty budowy
Pierwotnie koszty jego budowy zostały zaniżone. W styczniu 2011 oszacowano je na 63 miliony euro (bez uwzględnienia podatków). Pod koniec 2014, gdy budowa była już w toku, koszt budowy został ponownie oszacowany i zamknął się ostatecznie kwotą 81,1 mln euro (bez uwzględnienia podatków).

## Oficjalne otwarcie
Oficjalne otwarcie tego kompleksu, przez prezydenta Francji François Hollande’a, nastąpiło 31 maja 2016.

## Promocja miasta i frekwencja zwiedzających
Budynek, o oryginalnej architekturze, usytuowany nad rzeką, szybko stał się jedną z atrakcji miasta i służy jego promocji. Ze względu na takie wykorzystanie budynku przez miasto, architekci zażądali uiszczenia dodatkowej opłaty za wykorzystanie prawa do jego wizerunku. W związku z czym zawarto umowę transakcyjną z miastem na kwotę 600 tys. euro.
Od czerwca do grudnia 2016 muzeum odwiedziło 270 tys. zwiedzających, a do czerwca 2017 liczba zwiedzających osiągnęła liczbę 400 tys. osób.